# Dexia (djur)
Dexia är ett släkte av tvåvingar. Dexia ingår i familjen parasitflugor.

## Dottertaxa tillDexia, i alfabetisk ordning[1][2]
- Dexia abzoe
- Dexia analis
- Dexia atripes
- Dexia aurohumera
- Dexia basalis
- Dexia basifera
- Dexia bifasciata
- Dexia bivittata
- Dexia breviciliata
- Dexia brunnicornis
- Dexia buccata
- Dexia caldwelli
- Dexia capensis
- Dexia convexa
- Dexia cremides
- Dexia cuthbertsoni
- Dexia dejeanii
- Dexia divergens
- Dexia effulgens
- Dexia extendens
- Dexia fingens
- Dexia flavida
- Dexia flavipes
- Dexia formosana
- Dexia fraseri
- Dexia fulvifera
- Dexia fuscanipennis
- Dexia fusiformis
- Dexia genuina
- Dexia gilva
- Dexia gortys
- Dexia hainanensis
- Dexia hyala
- Dexia inappendiculata
- Dexia incisuralis
- Dexia interrupta
- Dexia lepida
- Dexia longipennis
- Dexia longipes
- Dexia luzonensis
- Dexia major
- Dexia maritima
- Dexia melanocera
- Dexia montana
- Dexia monticola
- Dexia nigra
- Dexia nigripes
- Dexia nivifera
- Dexia ogoa
- Dexia orphne
- Dexia parvicornis
- Dexia pollinosa
- Dexia prakritiae
- Dexia quadristriata
- Dexia rhodesia
- Dexia rustica
- Dexia seminigra
- Dexia seticincta
- Dexia suavis
- Dexia subflava
- Dexia subnuda
- Dexia tenuicornis
- Dexia torneutopoda
- Dexia triangularis
- Dexia triquetra
- Dexia uelensis
- Dexia uniseta
- Dexia vacua
- Dexia varivittata
- Dexia velutina
- Dexia ventralis
- Dexia vicina
- Dexia violovitshi
- Dexia vittata